# Veselin Topalov
Veselin Topalov (bug. Веселин Александров Топалов) (rođen: Ruse, Bugarska, 15. ožujka 1975.) je bugarski šahist. Svjetski prvak u verziji FIDE od 2005. godine.

## Karijera do 2005
Naučio je igrati šah s osam godina. Već s 12 godina osvaja titulu nacionalnog majstora. Godine 1989. u Aguadilji, Portoriko postaje svjetski prvak u kategoriji muških do 14 godina. Sljedeće godine u Singapuru drugi je na svjetskom prvenstvu muških do 16 godina. Naslov velemajstora osvojio je 1992. godine, u dobi od 17 godina.
Već 1993. ulazi među deset najboljih na svijetu.  Nakon toga donekle stagnira, ne uspijevajući se probiti u sam vrh.
Na meč-turniru FIDE svjetskog prvenstva u New Delhiju, Indija 2000. g. dolazi do četvrtfinala. Godine 2004. na turniru u Tripoliju, Libija dolazi do polufinala.
Godine 2002. igrao je finalni meč kandidata za prvaka svijeta u verziji PCA protiv Petera Leke i izgubio 1,5-2,5.
Vrhunac karijere postiže od polovice 2004, kada se penje na Rating listi FIDE. Na listi (objavljuje se svaka tri mjeseca) od 1. siječnja 2005. dolazi na 3. mjesto (iza Kasparova i Ananda).
Ožujka 2005. podijelio je prvo mjesto s Kasparovom na turniru u Linaresu (Španjolska), a nakon toga pobijedio (ispred Ananda) na najjačem turniru godine u Sofiji (Bugarska).

## Svjetski prvak
U rujnu i listopadu 2005. FIDE je organizirala dvokružni turnir osmero ponajboljih svjetskih igrača za naslov svjetskog prvenstva u San Luisu, Argentina. Topalov je uvjerljivo osvojio prvo mjesto sa šest pobjeda i osam remija (u prvom krugu imao je šest pobjeda i jedan remi). 
Nakon ovog uspjeha, na rating listi od 1. siječnja 2006. bit će drugi na svijetu, iza Kasparova, koji je nakon spomenutog turnira u Linaresu objavio da više neće igrati. Topalov će također postati treći igrač u povijesti s ratingom većim od 2800 (nakon Kasparova i Kramnika).
Vode se pregovori za meč s "klasičnim svjetskim prvakom" Vladimirom Kramnikom u kojem bi titule trebale biti ujedinjene. 

## Unutrašnje poveznice
Svjetsko prvenstvo u šahu

## Vanjske poveznice
- Topalovljeve partije na ChessGames.com
- Pozicije iz njegovih partija u obliku zagonetki
- Izvještaji sa svjetskog prvenstva u San Luisu
- Meč Topalov-Leko 2002  Arhivirana inačica izvorne stranice od 2. listopada 2002. (Wayback Machine)